# 尼科爾切·諾維斯基
尼科爾切·諾維斯基是北馬其頓的一位足球運動員。在場上司職中後衛。
他目前效力于德國足球甲級聯賽球隊美因茨。

## 外部連結
- fussballdaten.de：Nikolče Noveski之統計數據 （德文）
- Profile at MacedonianFootball.com （页面存档备份，存于） （英文）